# Código ATC
El código ATC o Sistema de Clasificación Anatómica, Terapéutica, Química (ATC: acrónimo de Anatomical, Therapeutic, Chemical classification system) es un índice de sustancias farmacológicas y medicamentos, organizados según grupos terapéuticos. Este sistema fue instituido por la OMS (Organización Mundial de la Salud) y ha sido adoptado principalmente en Europa, pero también en algunos otros países (como Colombia). El código recoge el sistema u órgano sobre el que actúa, el efecto farmacológico, las indicaciones terapéuticas y la estructura química del 
fármaco.
Está estructurado en cinco niveles:
- 1.- Nivel (anatómico): Órgano o sistema en el cual actúa el fármaco.

| A | Sistema digestivo y metabolismo                           |
| B | Sangre y órganos hematopoyéticos                          |
| C | Sistema cardiovascular                                    |
| D | Medicamentos dermatológicos                               |
| G | Aparato genitourinario y hormonas sexuales                |
| H | Preparados hormonales sistémicos, excl. hormonas sexualeS |
| J | Antiinfecciosos en general para uso sistémico             |
| L | Agentes antineoplásicos e imunomoduladores                |
| M | Sistema musculoesquelético                                |
| N | Sistema nervioso                                          |
| P | Productos antiparasitarios, insecticidas y repelentes     |
| R | Sistema respiratorio                                      |
| S | Órganos de los sentidos                                   |
| V | Varios                                                    |

- 2.- Nivel: Subgrupo terapéutico, identificado por un número de dos cifras.
- 3.- Nivel: Subgrupo terapéutico o farmacológico, identificado por una letra del alfabeto.
- 4.- Nivel: Subgrupo terapéutico, farmacológico o químico, identificado por una letra del alfabeto.
- 5.- Nivel: Nombre del principio activo o de la asociación farmacológica, identificado por un número de dos cifras.

Se obtiene así el código completo de cada principio activo. Algunos principios activos, en virtud de sus propiedades terapéuticas pueden tener más de un código.

### Ejemplos
- El diazepam, es reconocido con el código N05BA01, que se obtiene de la siguiente manera:

N → Sistema Nervioso. - Grupo Anatómico principal.
05 → Psicolépticos. - Grupo Terapéutico principal.
B → Ansiolíticos. - Subgrupo  Terapéutico Farmacológico.
A → Derivados benzodiacepínicos. - Subgrupo Químico-Terapéutico Farmacológico
01 → Diazepam - Sustancia final.
- El ketoconazol puede ser reconocido bajo tres códigos:

D01AC08 - Antimicótico para uso dermatológico tópico, derivado del imidazol.
G01AF11 - Antibiótico ginecológico, derivado imidazólico.
J02AB02 - Antimicótico para uso sistémico, derivado imidazólico.